# Szélkiáltó (együttes)

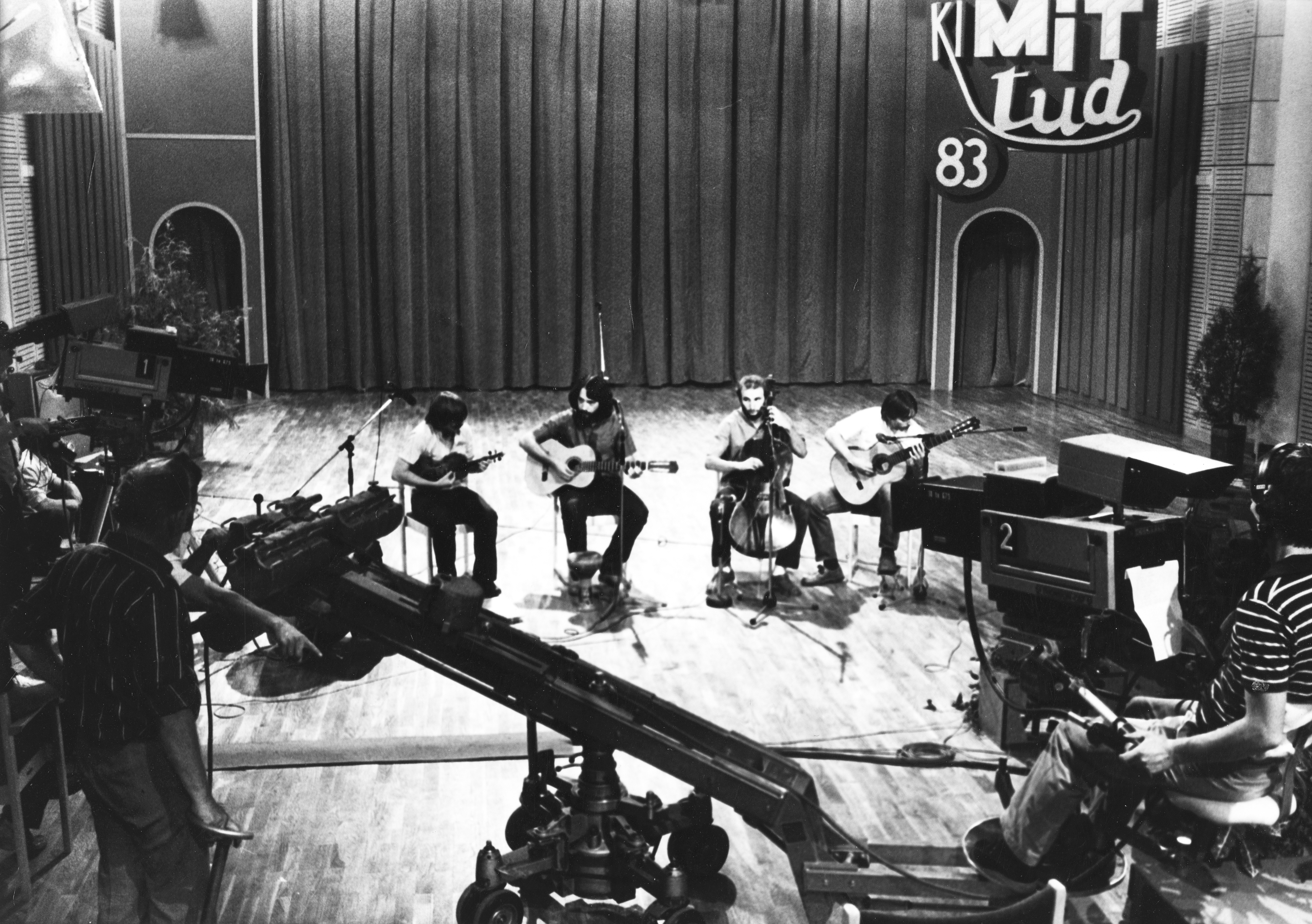
1983-ban a saját kategóriájukban megnyerték a Ki mit tud? döntőjét

A Szélkiáltó pécsi zenekar, amely 1974 óta létezik. Neve József Attila ´Szélkiáltó madár´ című verséből ered.

## Repertoárja
A magyar és a világirodalom kortárs verseit éneklik saját zenéjük mellé, mely népzenei és klasszikus hatású. Kiemelt ügyüknek tartják a Pécsett élt és élő költők – Janus Pannonius, Csorba Győző, Pákolitz István, Pál József, Galambosi László, Bertók László – műveinek bemutatását a közönségnek. Három Szélkiáltó lemez jelent meg és hat CD lemez. 

## Története
1983-ban saját kategóriájukban megnyerték a Ki mit tud? döntőjét. Ezután a Magyar Televízió több önálló filmet és sorozatot forgatott velük. A pécsi Bóbita Bábszínház több előadásához készítettek kísérőzenét. 1999-ben Pécs városától megkapták a Pro Communitate-díjat, 2000-ben Kígyós Sándor díjjal, 2004-ben pedig a Magyar Kultúra Napján Csokonai-díj jal tüntették ki őket.

## Tagjai
- Lakner Tamás – gitár, hegedű, ének
- Rozs Tamás – gordonka, gitár, ének
- Keresztény Béla – gitár, ütőhangszerek, ének
- Fenyvesi Béla – gitár, tamburica, blockflöte, ének

## Diszkográfia
- Szélkiáltó (1985)
- Keserédes (1986)
- Bukfenc (1987)
- This Is The Way (1988)
- Születésnap (1989)
- Szélkiáltó dalok (1990)
- Szélkiáltó dalok (1991)
- Aucasin és Nicolette (1993)
- Húsz év (1994)
- Búval, vigalommal (1998)
- Búval, vigalommal (2001)
- Szélkiáltó dalok (2002)
- Madarak Tolláról (2005)
- Költő szerelme (2006)
- Szélkiáltó – Márai 2011
- Hymnus a borhoz 2014

## Külső hivatkozások
- A Szélkiáltó hivatalos oldala.